# Sant Martí de Maldà
Sant Martí de Maldà és un nucli de població cap del municipi de Sant Martí de Riucorb, a la comarca de l'Urgell. El terme municipal comprèn la vila de Sant Martí de Maldà, cap del municipi, i els nuclis de Rocafort de Vallbona, Llorenç de Rocafort (o de Vallbona) i el Vilet.
La població rebia antigament el nom de Sant Martí prop Maldà, es digué la Plana de Riucorb el 1937 i rebé el nom actual, que no té tradició i atorga el riu Corb, el 1972.
El 2018 tenia 459 habitants.
Limita al nord amb Preixana, al nord-est amb Verdú, a l'est amb Nalec, al sud amb Vallbona de les Monges i a l'oest amb Maldà i Belianes.
La població de Sant Martí és al costat del riu Corb, en una petita serra de 417 m que domina la vall. Les terres de conreu es destinen a cereals, oliveres, vinya i ametllers. El terme formà part de la baronia d'Anglesola i després de la de Bellpuig. L'estructura del poble neix del nucli del castell, la part més antiga del poble té un traçat urbanístic irregular que s'adapta a un terreny lleugerament costerut. Entre els carrers més antics hi distingim els portals medievals de l'antiga vila closa de Sant Martí. La història de Sant Martí de Maldà va anar marcada per la del seu castell. A la part alta del poble, vora la que encara s'anomena plaça del castell, se'n guarden algunes restes com el graner i la capella d'origen romànic molt transformada. El castell està documentat des dels inicis del s. XIII. El castell i la població foren dominats per la baronia dels Anglesola i després de la de Bellpuig, caigué en mans dels Cardona que esdevingueren ducs de Sessa i Baena. Al segle xvi, els Cardona, senyors de la baronia, ordenaren fer desmuntar el castell, i aprofitar les pedres per a la construcció del convent de Sant Bartomeu de Bellpuig. Només en resten els graners i la capella romànica.